# لیندا همیلتون
لیندا کارول همیلتون (انگلیسی: Linda Carroll Hamilton؛ زادهٔ ۲۶ سپتامبر ۱۹۵۶) بازیگر آمریکایی است. او برای بازی در نقش سارا کانر در مجموعه فیلم‌های نابودگر شهرت دارد. او برای بازی در مجموعهٔ تلویزیونی دیو و دلبر (۱۹۸۷–۱۹۹۰) نامزد دریافت دو جایزهٔ گلدن گلوب و یک جایزهٔ امی شد. دیگر آثارش کودکان ذرت (۱۹۸۴)، قله دانته (۱۹۹۷) و چاک هستند.
همیلتون پیش‌تر با بازیگر بروس ابوت و کارگردان جیمز کامرون ازدواج کرده بود.

## زندگی شخصی
لیندا همیلتون دوبار ازدواج کرد و دو بار طلاق گرفت. اولین بار در سال ۱۹۸۲ با بروس ابوت که آنها در سال ۱۹۸۹ از هم جدا شدند. دومین بار با جیمز کامرون در سال ۱۹۹۷ که آن دو نیز در سال ۱۹۹۹ از هم جدا شدند. وی یک پسر از بروس ابوت و یک دختر از جیمز کامرون دارد و صاحب دو فرزند است.
او مبتلا به اختلال دو قطبی می‌باشد.

## بخشی از فیلم‌شناسی
لیندا همیلتون تا به حال در ۲۷ فیلم سینمایی و ۴۲ سریال تلویزیونی به ایفا نقش پرداخته است که در اینجا به برخی از آنها اشاره می‌کنیم:

### سینمایی
- برچسب: بازی ترور (۱۹۸۲)
- کودکان ذرت (۱۹۸۴)
- پسر سنگی (۱۹۸۴)
- نابودگر (۱۹۸۴)
- طلوع ماه سیاه (۱۹۸۶)
- زندگی کینگ کونگ (۱۹۸۶)
- آقای سرنوشت (۱۹۹۰)
- نابودگر ۲: روز رستاخیز (۱۹۹۱)
- سقوط خاموش (۱۹۹۴)
- زندگی‌های جدا (۱۹۹۵)
- تی۲ سه بعدی: نبرد در میان زمان (۱۹۹۶)
- قله دانته (۱۹۹۷)
- توطئه سایه (۱۹۹۷)
- زندگی مخفی دختران (۱۹۹۹)
- شب خاموش (۲۰۰۲)
- لبخند (۲۰۰۵)
- گم‌شده در آمریکا (۲۰۰۵)
- من و بچه (۲۰۰۵)
- شکسته (۲۰۰۶)
- نابودگر: رستگاری (۲۰۰۹) (فقط صدا)
- آب مقدس (۲۰۰۹)
- انحنا (۲۰۱۷)
- آرام و با دقت انجام بده (۲۰۱۹)
- نابودگر: سرنوشت تاریک (۲۰۱۹)
- اوزیریس (۲۰۲۵)

### تلویزیونی
- پخش زنده شنبه شب (۱۹۹۱)
- فریژر (۱۹۹۷)
- به گفته جیم (۲۰۰۵)
- علف (۲۰۱۰)
- چاک (۲۰۱۰–۲۰۱۲)
- شاخک‌های برمودا (۲۰۱۴)
- بیگانه ساکن (۲۰۲۱)

## بازی ویدئویی
| سال  | اسم           | صدای      | توضیحات | Ref.  |
| ---- | ------------- | --------- | ------- | ----- |
| ۲۰۱۹ | چرخ دنده‌های ۵ | سارا کانر |         | [ ۶ ] |

## جوایز و نامزدی‌ها
| سال  | جایزه                            | دسته                                                                                      | اثر                     | نتیجه    |
| ---- | -------------------------------- | ----------------------------------------------------------------------------------------- | ----------------------- | -------- |
| ۱۹۹۲ | جایزه ساترن                      | Best Actress                                                                              | نابودگر ۲: روز داوری    | برنده    |
| ۱۹۹۸ | Blockbuster Entertainment Awards | Favorite Actress—Action/Adventure                                                         | قله دانته               | برنده    |
| ۱۹۹۵ | جایزه کیبل‌ای‌سی‌ئی                 | Actress in a Movie or Miniseries                                                          | A Mother's Prayer       | برنده    |
| ۲۰۰۱ | جایزه انحصاری دی‌وی‌دی             | Video Premiere Award Best Supporting Actress                                              | Skeletons in the Closet | برنده    |
| ۱۹۸۸ | جوایز گلدن گلوب                  | Best Performance by an Actress in a TV-Series—Drama                                       | Beauty and the Beast    | نامزدشده |
| ۱۹۸۹ | جوایز گلدن گلوب                  | Best Performance by an Actress in a TV-Series—Drama                                       | Beauty and the Beast    | نامزدشده |
| ۱۹۹۶ | جوایز گلدن گلوب                  | Best Performance by an Actress in a Mini-Series or Motion Picture Made for TV             | A Mother's Prayer       | نامزدشده |
| ۱۹۹۲ | جایزه سینمایی و تلویزیونی ام‌تی‌وی | MTV Movie Award Best Female Performance                                                   | نابودگر ۲: روز داوری    | برنده    |
| ۱۹۹۲ | جایزه سینمایی و تلویزیونی ام‌تی‌وی | جایزه سینمایی ام‌تی‌وی برای مطلوب‌ترین زن                                                    | نابودگر ۲: روز داوری    | برنده    |
| ۲۰۰۰ | جایزه ستلایت                     | Golden Satellite Award Best Performance by an Actress in a Miniseries or a Motion Picture | The Color of Courage    | برنده    |
| ۲۰۱۹ | Prêmio Carburador de Prata       | Best Ederly                                                                               | نابودگر: سرنوشت تاریک   | برنده    |